# ハッピージョージ
『ハッピージョージ』は、2015年より『あにむす!』内で放送されていた日本のテレビアニメ。

## 概要
吉祥寺を舞台とし、アメリカ人家族と日本人家族が繰り広げるコメディ作品。2015年より中央線のトレインチャンネルで放送され、4月よりテレビ放送されることになった。

## 登場人物
テール家をはじめとするアメリカ人のキャラは作者のケイト・アローが以前制作した自主制作アニメ『ポニーテール』、肉巻家をはじめとする日本人のキャラは『コアラのボッチ』からの流用である。

### テール家
ブレッド・テール
声 - ケイト・アロー
テール家の父親。デザイナーをやっていて転勤で日本へ引っ越すことになった。よくいたずらの対象となっている。
イーディ・テール
声 - 森由果
ブレッドの姪。以前から日本で暮らしており、日本に溶け込んでいる。
ロバート・テール
声 - 今野幸平
通称ロブ。いたずらが好き。
ポニー・テール
声 - ニーコ
イタズラが好き。
アンダルシア
声 - 安田梓司
パグだが、人間の言葉を喋ることができる。生意気なパグと呼ばれる。

### 肉巻家
肉巻ライス
大らかな性格。
声 - 柳橋なつみ
肉巻オニギリ
声 - 平山笑美
ゲームが好き。ペンに好意を抱いている。
ボッチ
ケイト・アロー
喋ることができるコアラのぬいぐるみだが、なぜか人間と同じような行動をすることができる。
上戸ペン
声 - 長谷川歩
エンピツの姉で1学年上だが、人数の少ない学校なので同じクラス。
上戸エンピツ
声 - 宮本琴未
いつもパーカーのフードを被っている。

### その他
アンディ・テール
声 - 安田梓司
ブレッドの弟。
エドガー
声 - 谷口洋一

## スタッフ
- 原作 - KateArrow、MMDGP
- 監督・脚本・キャラクターデザイン - ケイト・アロー
- 音響監督 - 鹿志村聡
- アニメーション制作 - 勝鬨スタジオ
- 製作 - ハッピージョージプロジェクト（エムツージーピー、創通、エー・ティー・エックス、フィル、ローソンHMVエンタテイメント、ジェイアール東日本企画、アソビシステム）

## 主題歌
「ハッピートーキョーガール」
作詞・作曲 - 青木多果 / 歌 - リサ・メロディー

## 各話リスト
| 話数 | サブタイトル             |
| ---- | ------------------------ |
| #1   | テール家の新生活         |
| #2   | ぼくコアラのボッチ       |
| #3   | おとなりさん             |
| #4   | ポニーの手作りクッキング |
| #5   | アンダルシアは天才犬？   |
| #6   | ごはんの時間             |
| #7   | アンディ・テールの計画   |
| #8   | 私をパグと呼ばないで     |
| #9   | スクールバス             |
| #10  | ロブは転校生             |
| #11  | カルチャーショック       |
| #12  | 居眠り                   |
| #13  | サラとブレッド           |
| #14  | かくれんぼ               |
| #15  | それぞれの思い           |
| #16  | お風呂の時間             |
| #17  | エドガーの苦労           |
| #18  | 眠れぬ夜                 |
| #19  | ロブの名案               |
| #20  | ペンの告白               |
| #21  | ドローン大作戦           |
| #22  | イーディのSNS            |
| #23  | なんだかアメリカン？     |
| #24  | アーティストの悩み       |
| #25  | リサメロディーへの質問   |
| #26  | バーでのひととき         |
| #27  | アンダルシアの恋         |
| #28  | テール家フリーズ         |
| #29  | 眠れぬ夜 パート2         |
| #30  | 小顔になりたい           |
| #31  | めざせ！ 人気動画投稿者  |
| #32  | 恐怖のお医者さんごっこ   |
| #33  | アンディとブレッドの関係 |
| #34  | ボッチの英語レッスン     |
| #35  | アンダルシアの意識       |
| #36  | ふたりの疑念             |
| #37  | イーディのイライラ       |
| #38  | ペンの気持ち             |
| #39  | フードの中身             |
| #40  | バーでのひととき パート2 |
| #41  | ブレッドのタイムスリップ |
| #42  | 金縛りの夜               |
| #43  | ロブのダイエット         |
| #44  | 電車にて                 |
| #45  | 恐怖のかくれんぼ         |
| #46  | ニューヨークへ           |
| #47  | ロールプレイング         |
| #48  | 理想と現実               |
| #49  | カピバラ町長             |
| #50  | 神様と宇宙人             |
| #51  | ボッチの異変             |
| #52  | ねがいごと               |

## 放送局
| 放送期間                                            | 放送時間                                                  | 放送局             | 対象地域       | 備考                                       |
| --------------------------------------------------- | --------------------------------------------------------- | ------------------ | -------------- | ------------------------------------------ |
| 2015年4月3日 - 12月25日 2016年1月8日 - 2016年4月1日 | 金曜 2:05 - 2:35（木曜深夜） 金曜 2:35 - 3:05（木曜深夜） | テレビ東京         | 関東広域圏     | 『あにむす!』内                            |
| 2015年4月3日 - 2016年4月1日                         | 金曜 18:55 - 19:00                                        | AT-X               | 日本全域       | CS放送 / 製作委員会参加 / リピート放送あり |
| 2015年4月13日 -                                     | 火曜 2:00 - 2:30（月曜深夜）                              | TVQ九州放送        | 福岡県         | 『あにむす!』内                            |
| 2015年4月15日 -                                     | 水曜 1:00 - 1:30（火曜深夜）                              | テレビ北海道       | 北海道         | 『あにむす!』内                            |
|                                                     | 水曜 1:05 - 1:35（火曜深夜）                              | テレビせとうち     | 岡山県・香川県 | 『あにむす!』内                            |
| 2015年8月21日 -                                     | 金曜 23:30 - 土曜0:00                                     | キッズステーション | 日本全域       | 独立系CS放送 / 『あにむす!』内 / 20話から  |
| 2015年10月17日 -                                    | 土曜 3:10 - 3:40（金曜深夜）                              | テレビ大阪         | 大阪府         | 『あにむす!』内 / 27話から                 |

## DVD
Mastard Recordsより発売。
| 巻               | 発売日        | 収録話             | 規格品番  |
| ---------------- | ------------- | ------------------ | --------- |
| ボッチバラバラ編 | 2016年4月6日  | #1 - #10、#12、#32 | LNBM-1135 |
| ドローン大作戦編 | 2016年5月18日 | #11、#13 - #31     | LNBM-1136 |
| 未知との遭遇？編 | 2016年6月15日 | #33 - #52          | LNBM-1137 |